# Du Soudan à l'Argentine
Pour plus de détails, voir Fiche technique et Distribution.
Du Soudan à l'Argentine (De la Nubia a La Plata) est un film documentaire argentin sorti en 2022, écrit et réalisé par Ricardo Preve. Le film évoque l’expérience de l’historien et égyptologue argentin Abraham Rosenvasser à la tête de la mission archéologique franco-argentine promue par l'UNESCO, menée à bien dans le nord du Soudan entre 1961 et 1963. Le film a été présenté dans différents festivals internationaux et a récolté plusieurs prix et nominations,.

## Synopsis
Entre 1961 et 1963, l'égyptologue argentin Abraham Rosenvasser organise une expédition archéologique au Soudan, en collaboration avec Jean Vercoutter, un archéologue français de renom. L'objectif de la mission consiste à fouiller le temple d'Aksha, un important site pour la culture du pharaon Ramsès II situé sur les rives du Nil, à proximité de la frontière avec l'Égypte, avant que la construction d'un barrage par le gouvernement égyptien n'engloutisse le temple sous les eaux d'un lac artificiel.
À la suite de la première campagne conjointe en 1961, les Français se retirent du projet, et Rosenvasser doit terminer le travail pour son propre compte. Il parvient à sauver de la montée des eaux du Nil les trésors du temple d'Aksha, et à ramener la part qui lui revenait en Argentine, au musée de La Plata, où ils sont actuellement exposés.

## Origine, production et sortie

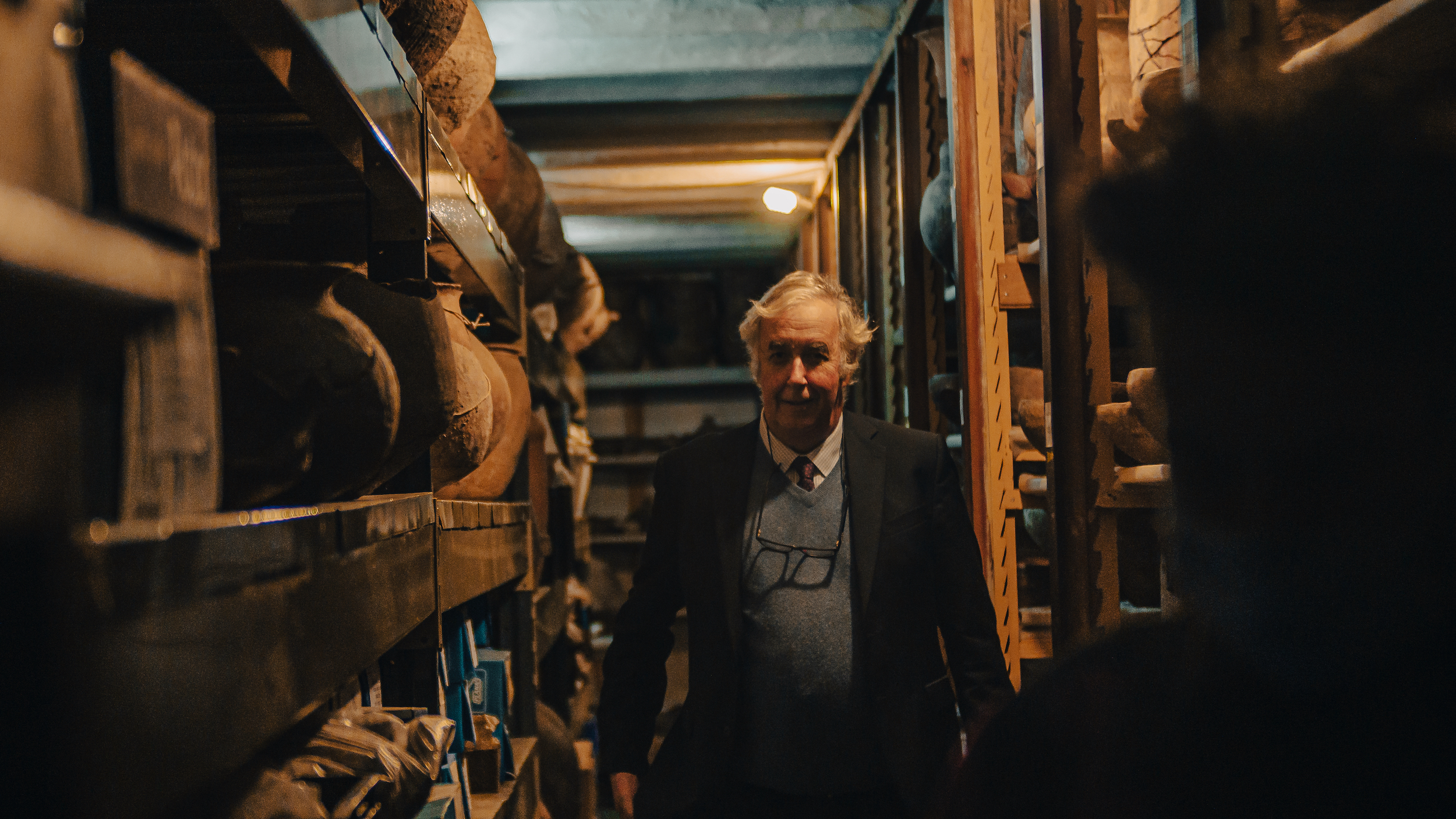
Le réalisateur Ricardo Preve au musée de La Plata.

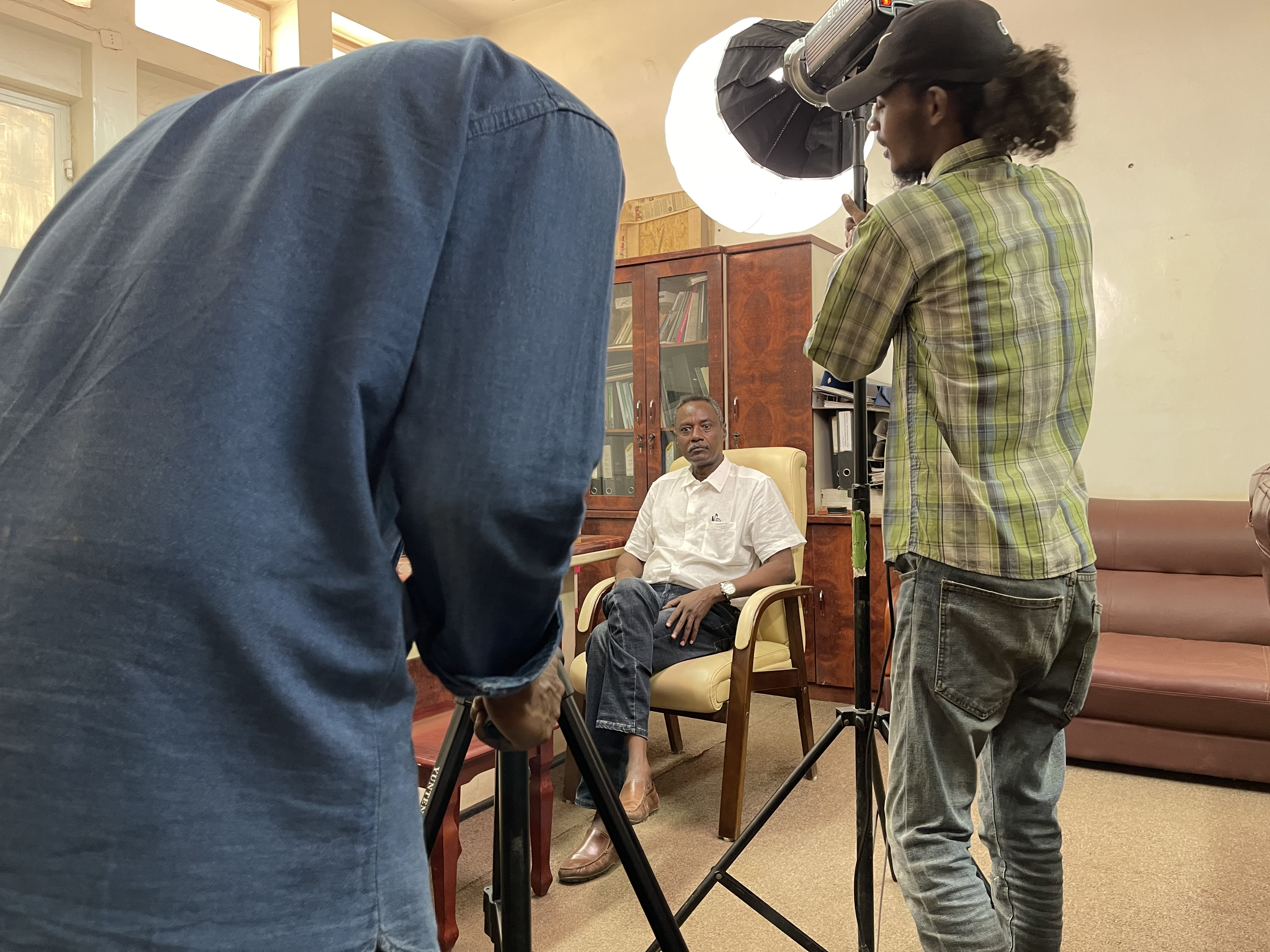
Deuxième unité de tournage au Soudan.

En 2017, Preve se trouvait au Soudan pour travailler sur son long-métrage documentaire Rentrer chez soi. Lors d'une discussion avec des locaux, il a entendu parler pour la première fois d'une mission franco-argentine dans la région de la Nubie, au nord du Soudan. À son retour en Argentine, le réalisateur s'est réuni avec des anthropologues et égyptologues reconnus de ce pays, afin d'en savoir davantage sur cette mission, apparemment méconnue de la majeure partie de la société argentine. C'est ainsi que Preve a découvert l'histoire d'Abraham Rosenvasser, docteur et historien argentin, chef de la mission entre 1961 et 1963. Après avoir effectué des recherches approfondies, le réalisateur s'est réuni avec Elsa Rosenvasser Feher, la fille de Rosenvasser, elle-même scientifique de renom, qui résidait à La Jolla, en Californie. Ensemble, ils ont convenu qu’il valait la peine de raconter dans ce film le voyage du père d'Elsa et la mission franco-argentine qui avait pour but de sauver des centaines de trésors,.
Le tournage de Du Soudan à l'Argentine commence en mai 2021 à La Jolla. En août de la même année, l’équipe est rentrée en Argentine pour continuer le tournage dans le village de Carlos Casares, dans la province de Buenos Aires (lieu de naissance de Rosenvasser) et au musée de La Plata (où sont actuellement exposés les trésors récupérés). Le tournage a également impliqué la participation d’une seconde équipe au Soudan, sous la direction du cinéaste soudanais Talal Afifi, en octobre 2021. Le montage et la postproduction du long-métrage ont commencé fin 2021 et se sont achevés début 2022.
Au cours de cette même année, le documentaire a été inclus dans la sélection officielle de différents festivals de ciné autour du monde,, comme le Virginia Film Festival aux États-Unis, le Fusion International Film Festival en Europe, et il a récolté des prix et des mentions, notamment ceux de meilleur réalisateur et de la meilleure direction de photographie. Cet accueil favorable a poussé Ricardo Preve à réaliser une tournée en Europe et en Afrique afin de présenter son documentaire dans des pays tels que le Maroc, l'Algérie et la Tunisie et de participer à la compétition d'évènements comme le Festival international de ciné documentaire arabe et africain à Zagora, Maroc, où il a décroché le prix du meilleur documentaire.
Enfin, le film est officiellement sorti en Argentine, au ciné Cosmos de Buenos Aires le 3 novembre 2022, puis a été projeté dans la salle Frey du Centre civique de Bariloche, dans la province de Rio Negro, au sein du cycle de cinéma Vidas inolvidables, et au musée du cinéma Pablo Ducrós Hicken de Buenos Aires.

## Accueil
Le documentaire a été bien reçu par la critique spécialisée et les professionnels. Gonzalo Sánchez, du journal Clarín, a assuré qu'« il s’agit d'un documentaire classique » qui « explore tout ce qui est nécessaire pour construire un documentaire profond. » Juan Barberis, du journal La Nación, a qualifié le film de « flamboyant » et soutenu que « son travail de recherche permet de donner plus de relief à Rosenvasser, qui bénéficiera pour la première fois d’une exposition en son hommage. »
Catalina Dlugi, rédactrice en chef de El Portal de Catalina, a décrit le film comme « un documentaire très intéressant » qui « inclut non seulement les souvenirs émouvants de sa fille, de ses élèves et de ses collaborateurs, mais aussi la voix de cet homme unique ; sans oublier bon nombre d'ironies sur les jalousies et les bureaucraties qui se sont efforcées en vain de lui nuire. » Le magazine culturel BeCult a affirmé que « ce n’est pas un documentaire parmi d'autres » et que « le regard lucide de Preve transparait dans ce film. »
Du Soudan à l'Argentine a fait partie d'une série d'hommages rendus à la figure du docteur Rosenvasser, qui ont culminé avec l'inauguration d'une plaque en son honneur, actuellement présentée dans la salle égyptienne du musée de La Plata.

## Prix et distinctions
| Année | Évènement                                                              | Catégorie                                           | Résultat[réf. nécessaire] |
| ----- | ---------------------------------------------------------------------- | --------------------------------------------------- | ------------------------- |
| 2022  | Virginia Film Festival, États-Unis                                     | Sélection officielle                                | Nomination                |
| 2022  | Festival LatinUy, Uruguay                                              | Prix du public du meilleur film                     | Nomination                |
| 2022  |                                                                        | Meilleur documentaire                               | Nomination                |
| 2022  | International Arab-African Documentary Film Festival, Maroc            | Meilleur documentaire                               | Lauréat                   |
| 2022  | Fusion International Film Festival, Royaume-Uni                        | Meilleur réalisateur d’un long-métrage documentaire | Lauréat                   |
| 2022  | Fusion International Film Festival, Royaume-Uni                        | Meilleure photographie dans un film documentaire    | Lauréat                   |
| 2022  | Fusion International Film Festival, Royaume-Uni                        | Meilleur long-métrage documentaire                  | Nomination                |
| 2022  | Fusion International Film Festival, Royaume-Uni                        | Meilleure musique originale                         | Nomination                |
| 2022  | Fusion International Film Festival, Royaume-Uni                        | Meilleure histoire                                  | Nomination                |
| 2022  | Fusion International Film Festival, Royaume-Uni                        | Meilleur film scientifique et pédagogique           | Nomination                |
| 2023  | Out of Africa International Film Festival, Kenya                       | Sélection officielle                                | Nomination                |
| 2023  | Festival Internacional de Cine Hispano de Delaware, États-Unis         | Cinématographie                                     | Lauréat                   |
| 2023  | Festival Internacional de Cine Hispano de Delaware, États-Unis         | Montage sonore                                      | Lauréat                   |
| 2023  | Festival Internacional de Cine Hispano de Delaware, États-Unis         | Scénario original                                   | Lauréat                   |
| 2023  | Festival Internacional de Cine Hispano de Delaware, États-Unis         | Concept original                                    | Lauréat                   |
| 2023  | Ismailia International Film Festival for Documentaries and Short Films | Sélection officielle                                | Nomination                |